# Завод столового фарфору «Луб'яна»

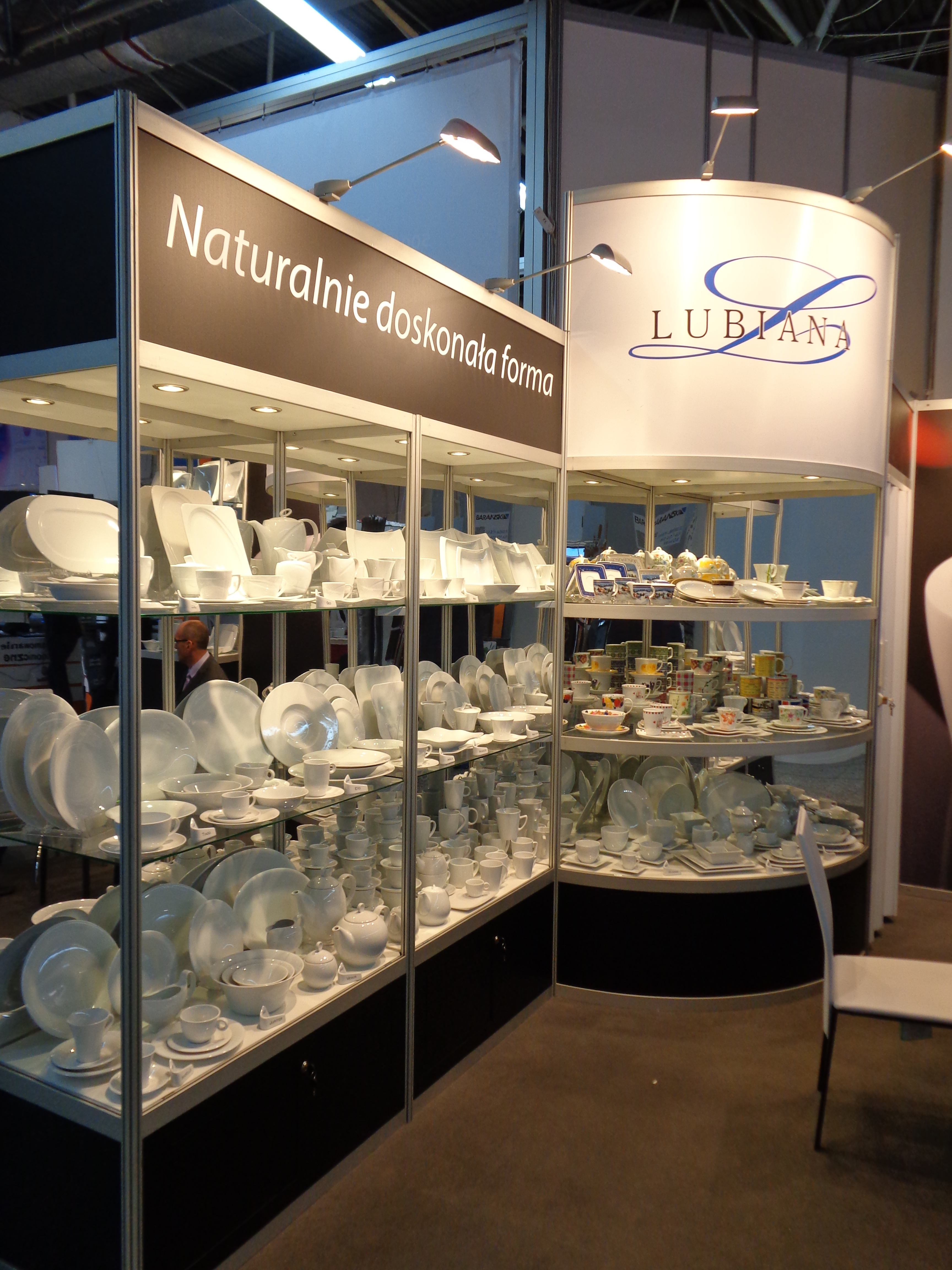
Продукція заводу представлена на виставці Horeca (Краків 2013)

Завод столової порцеляни "Lubiana" – підприємство в Луб'яні біля Косцежини. Заводи побудовані в 1966-1969 роках (виробництво запущено 1 вересня 1969 року). У 1973 році компанія була зареєстрована в United Zakłady Ceramicki Stołowej "Cerpol" у Валбжиху. У середині 1981 року компанія відновила свою самостійність як державне підприємство. В результаті перетворень на початку 1990-х рр. У 1980-х роках стало акціонерним товариством. Нинішнім мажоритарним власником компанії є Zakłady Przemysłu Jedwabniczy Wistil з Каліша. Спеціалізація заводу — виробництво готельного фарфору, призначеного в основному для експорту (понад 80% продукції) в США, Німеччину, Бельгію, Францію та Італію.
Завод у Луб'яні постачає напр. мережа готелів Accor та інші готелі в Польщі, напр. Marriott Hotel, Radisson Blu, Sheraton.
В асортимент виробництва входить також побутова порцеляна і т. зв. «порцелянова галантерея», що характеризується елементами оформлення місцевої кашубської вишивки.
Всього на підприємстві працює понад 1400 осіб і щорічно виробляється приблизно 13 000 тонн порцеляни.

## Галерея

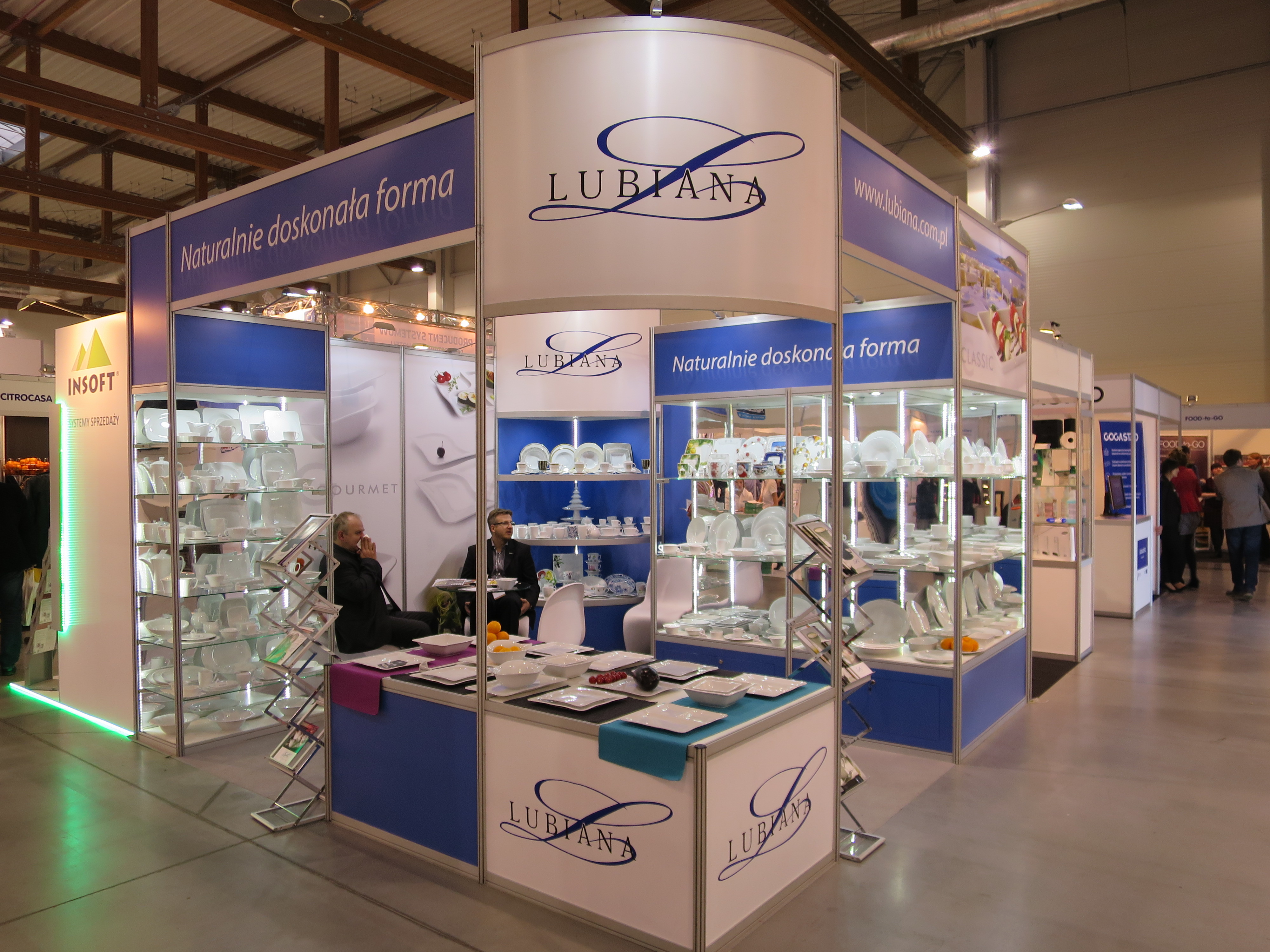
Виставка HORECA Kraków 2015
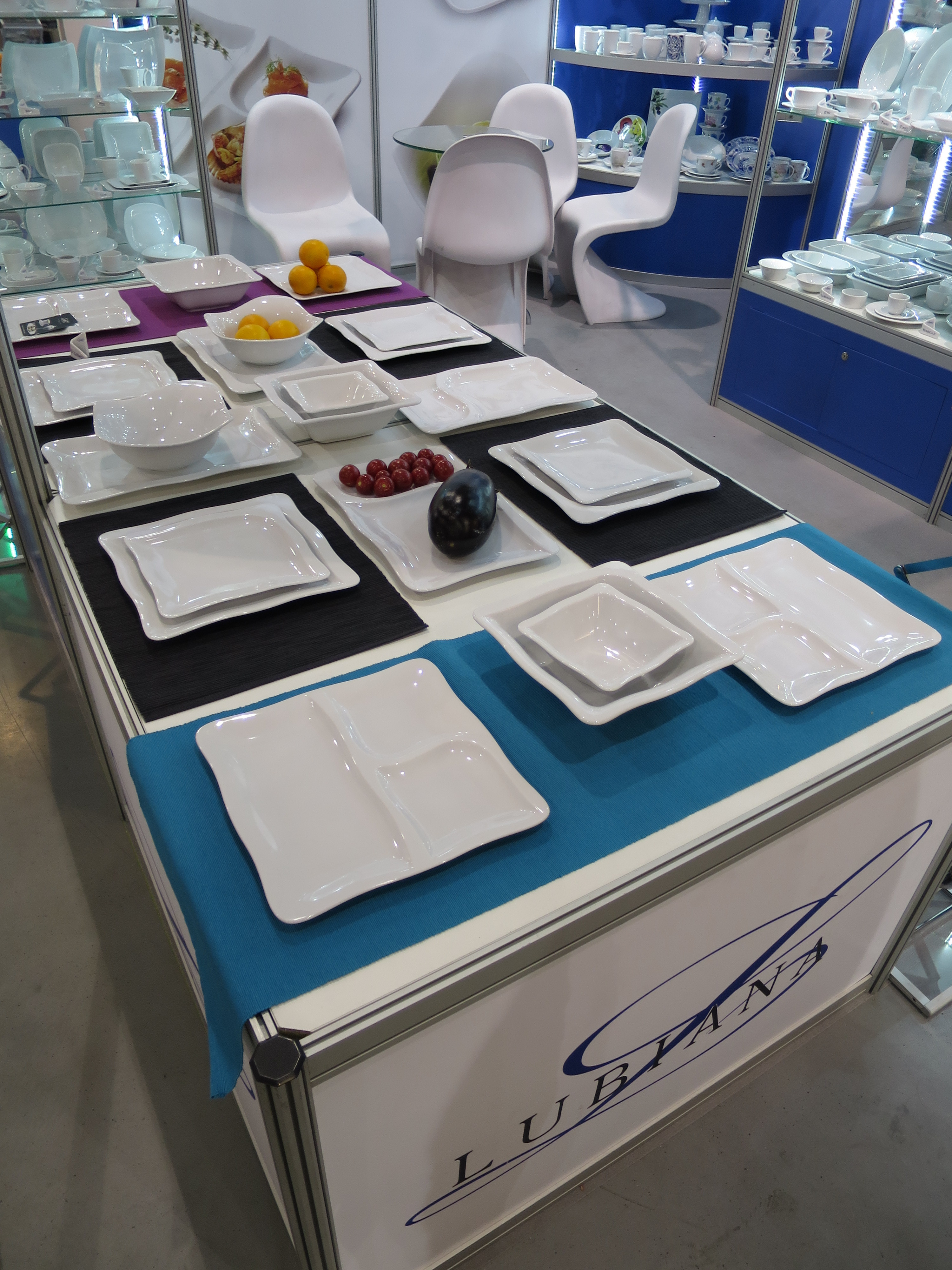
Виставка HORECA Kraków 2015
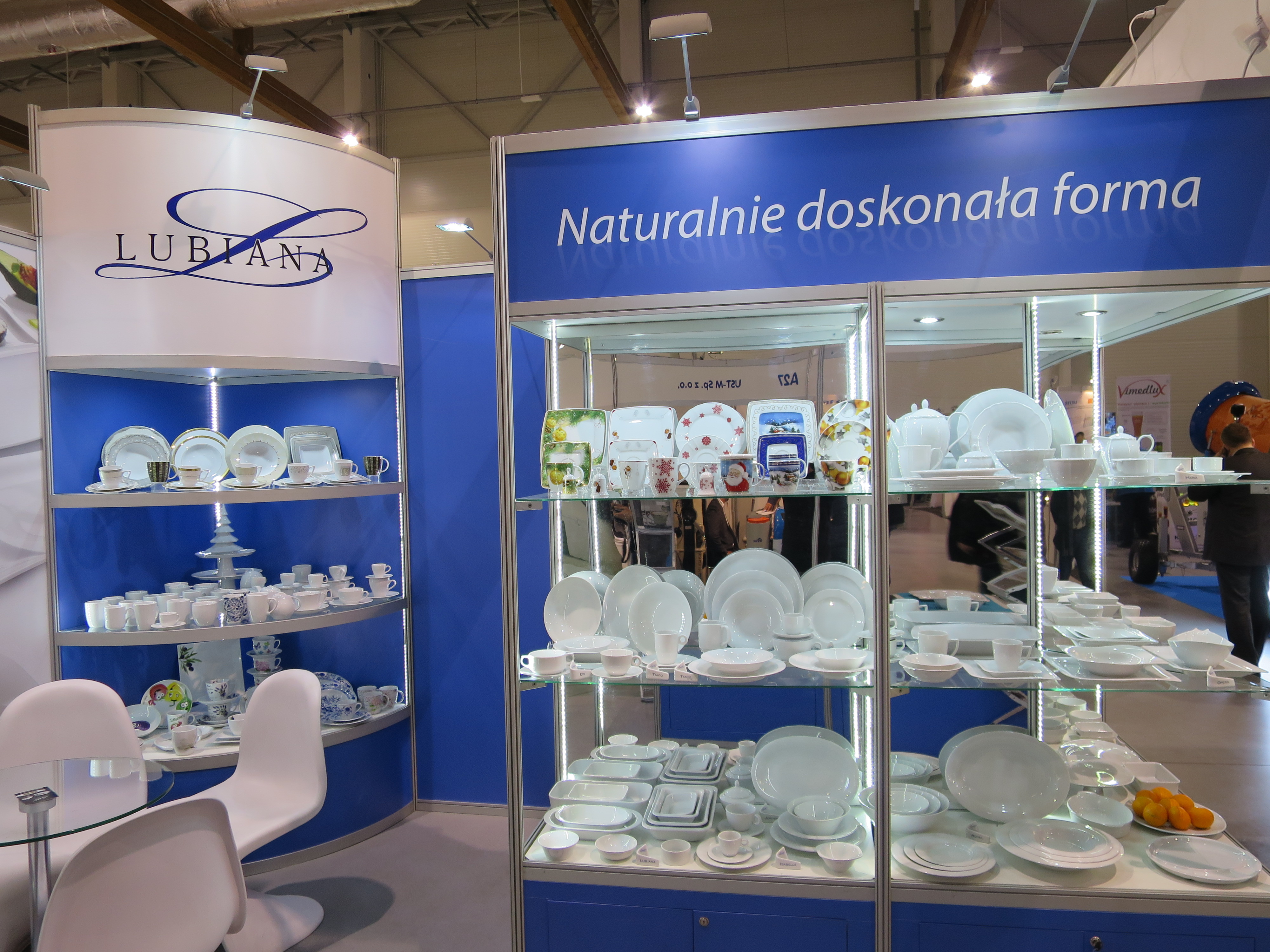
Виставка HORECA Kraków 2015